# Ejei Khan
Ejei Khongor (mongol : ᠡᠷᠬᠡ
ᠬᠣᠩᠭᠣᠷ, VPMC : Erke Khongghor, cyrillique : Эрх  Хонгор, MNS : Eke Khongor), également appelé Ejei Khagan (mongol : ᠡᠵᠡᠢ
ᠬᠠᠭᠠᠨ, VPMC : Ejei qaɣan, cyrillique : Эжэй хаан, MNS : Ejei khaan) est un khan mongol tchakhar. Il est le fils de Ligden Khan dont il fut le successeur au poste de Khagan (Empereur), du Khaganat mongol, à la mort de ce dernier, en 1634.
Il règne jusqu'à 1635, année à laquelle le titre d'Empereur passa dans les mains de l'Empereur mandchou, de la dynastie Qing, Huang Taiji. Il prit alors le titre de prince tchakar, jusqu'à sa mort en 1641.